# Archie Robertson (futebolista)
Archibald Clark Robertson (Busby, 15 de setembro de 1929 - 28 de janeiro de 1978) foi um futebolista escocês que atuava como meia.

## Carreira
Archie Robertson fez parte da Seleção Escocesa de Futebol, na Copa do Mundo de 1958.